# 呼吸 (菅田将暉の曲)
「呼吸」（こきゅう）は、日本の歌手・菅田将暉の楽曲。彼の2作目のシングルとして2017年8月30日にエピックレコードジャパンより発売された。

## 背景
表題曲「呼吸」は、菅田が初めて作詞に参加した曲である。菅田自身の実体験を入れた失恋ソングであり、「息を吸う、息を吐く、呼吸」というところだけ事前に決まっていた為、それ以外のところの歌詞を菅田が書いた。「同じように呼吸するだけなのに、なぜこんなにもしんどいんだろう」という失恋で抱いた思いが歌詞に反映されている。
カップリング曲「雨が上がる頃に」は、発売から約3年後の2020年10月に、自身が出演するトヨタ自動車「カローラツーリング」のCMで、OKAMOTO'Sとのコラボバージョンで披露されている。
2017年7月3日、菅田将暉がパーソナリティを務めるラジオ番組『菅田将暉のオールナイトニッポン』の中で2作目のシングルの発売が発表された。同年7月14日の同ラジオ番組で、「呼吸」が初オンエアされた。7月31日、アートワークが公開された。ジャケットでは「呼吸」の憂いや切なさのある世界観が、ガラス越しという距離感で表現されている。8月8日、「呼吸」のミュージック・ビデオがYouTubeで公開された。8月14日、カップリング曲「雨が上がる頃に」が、『菅田将暉のオールナイトニッポン』でオンエアされた。

## チャート成績
Billboard Japan Hot 100総合シングルチャートでは、2017年9月4日付けのチャートに40位で初登場した。CDシングルセールスポイントが加わった9月11日付けで13位を記録。
オリコンチャートでは、2017年9月11日付けで初登場10位を記録。

## ミュージック・ビデオ
2017年8月8日にYouTubeで公開された。ビデオの撮影はワンカットで行われ、エキストラのカップル達の間を菅田が様々な表情を見せながら突き進んでいく様子が収められている。撮影をわずか3テイクで終えた菅田は、撮影中にハプニングがあったことを明かしたが、「それすらも活かしていける撮影だったと思います。」と回想している。また、「一人の呼吸の乱れでも全体の流れが乱れてしまう」という楽曲とリンクしたビデオになったとコメントした。監督は田辺秀伸。

## ライブ・パフォーマンス
2017年8月25日放送の音楽番組『ミュージックステーション2時間スペシャル』で、「呼吸」をテレビ初披露した。番組で表示された歌詞テロップは、菅田の直筆のそれが使われた。歌唱途中にマイクスタンドが下がるハプニングが発生したが、間奏で度々マイクスタンドを調整し、ハプニングを乗り切った。同年9月2日、第25回東京ガールズコレクション2017 AUTUMN／WINTERにシークレットアーティストとして出演し、「呼吸」を披露した。

## 収録曲と規格
| #         | タイトル               | 作詞               | 作曲      | 編曲       | 時間  |
| --------- | ---------------------- | ------------------ | --------- | ---------- | ----- |
| 1.        | 「呼吸」               | 菅田将暉、飛内将大 | 飛内将大  | 飛内将大   | 4:07  |
| 2.        | 「雨が上がる頃に」     | 大久保友裕         | 松下典由  | 大久保友裕 | 4:25  |
| 3.        | 「呼吸」(Instrumental) |                    | 飛内将大  | 飛内将大   | 4:06  |
| 合計時間: | 合計時間:              | 合計時間:          | 合計時間: | 合計時間:  | 12:38 |

| #         | タイトル              | 作詞      | 作曲・編曲 | 監督     | 時間 |
| --------- | --------------------- | --------- | ---------- | -------- | ---- |
| 1.        | 「呼吸」(Music Video) |           |            | 田辺秀伸 | 4:06 |
| 合計時間: | 合計時間:             | 合計時間: | 4:06       |          |      |

## チャート
| チャート（2017年）                | 最高 順位 |
| --------------------------------- | --------- |
| Billboard Japan Hot 100           | 13        |
| Billboard Japan Top Singles Sales | 12        |
| Billboard Japan Radio Song        | 9         |
| オリコン週間                      | 10        |